# WarGames Match
El WarGames Match es un tipo de lucha originalmente en la National Wrestling Alliance (NWA) y luego se celebra anualmente en la World Championship Wrestling (WCW), generalmente en su evento de pago por evento Fall Brawl en septiembre; el luchador Dusty Rhodes es citado con la idea. El combate generalmente involucraba a dos equipos de cuatro, cinco o más luchadores encerrados dentro de una jaula de acero que abarcaba dos rings, pero se hicieron otras variaciones diferentes. 
La marca NXT de la WWE ha utilizado este tipo de concordancia en los eventos de NXT TakeOver desde 2017.
En All Elite Wrestling (AEW) presenta una combinación de doble ring conocida como una combinación de "Blood and Guts". Esta versión se juega con el formato original de Jim Crockett Promotions, con un techo sobre la jaula y las condiciones originales para ganar.
Actualmente, el combate fue adaptado al roster principal desde el evento Survivor Series del año 2022 
En Lucha Libre AAA en 1998 hubo una lucha similar denominada "Amos del Escándalo" en la cual involucró a la rivalidad de ese entonces, Vatos Locos VS Vipers. Pero era solamente un ring.
En CMLL en el año 2005 hubo una lucha dónde Rudos y Técnicos unieron fuerzas para enfrentarse a los Perros del Mal en una modalidad similar denominada "Relevos CMLL" pero fue en una lucha contrarreloj.

## Características del combate
La lucha de WarGames consta de dos o tres equipos, con entre tres a cinco participantes enfrentados en formato de entrada escalonada. 
La configuración de la jaula consta de dos rings uno al lado del otro con una jaula rectangular que cubre ambos rings, pero no el área del lado del ring. Las puertas se colocan en las esquinas lejanas de la jaula, cerca de donde los equipos adversarios esperan para ingresar, de modo que los equipos no se contacten entre sí antes de ingresar al combate. 
La lucha comienza con un miembro de cada equipo entrando en la jaula. Después de cinco minutos, un miembro de uno de los equipos (generalmente determinado por un lanzamiento de moneda, y casi siempre el equipo Heel para proporcionar Heat) entraría en la jaula, dando a su equipo la ventaja temporal de desventaja 2 contra 1. Después de dos minutos, un miembro del otro equipo entraría para igualar las probabilidades de los próximos 2 minutos. Los participantes alternan entre los equipos cada dos minutos, dándole al equipo ganador del sorteo la ventaja temporal en términos de números, antes de darle al otro equipo la ventaja con el hombre más fresco e incluso las probabilidades. 
Los equipos continúan alternando durante los períodos de dos minutos hasta que todos los participantes estén en el ring.
Una vez que todos los participantes ingresan a la jaula, comienza lo que se conoce como "The Match Beyond". Ambos equipos luchan entre sí en la jaula hasta que cualquier participante se somete, se rinde o queda inconsciente. Originalmente no hubo pinfalls, ni conteos, ni descalificaciones. Sin embargo, las versiones posteriores de la WCW y todas las versiones en WWE a comenzaron a permitir pinfalls.  En la jaula sin techo actual de la WWE, un equipo pierde automáticamente si un miembro escapa de la jaula. 
FanSided
+1
Khel Now
+1